# Antoni Drozda
Antoni Drozda (ur. 1 czerwca 1903, zm. 29 lutego 1976 w Rybniku) – polski nauczyciel i entomolog. Od 1932 był członkiem Polskiego Towarzystwa Entomologicznego, w 1957 współzałożyciel oddziału górnośląskiego tego towarzystwa. 

## Życiorys
Pracował jako nauczyciel w szkołach podstawowych, amatorsko zajmował się entomologią, był lepidopterologiem. Badał faunistykę i melanizm motyli okolic Rybnika i Raciborza, wykazał znaczne zwiększenie częstości występowania form melanistycznych motyli w rejonach silnie uprzemysłowionych. Zgromadził przed 1939 kolekcję Lepidoptera okolic Rybnika i Raciborza, która uległa zniszczeniu podczas II wojny światowej. Nową kolekcję stworzył w latach 1945-1970 i przekazał Muzeum Górnośląskiemu w Bytomiu. Antoni Drozda jest autorem dwóch publikacji naukowych: Fauna motyli okolic Raciborza (1962) i Melanizm motyli śląskich (1970).